# German (Weinberg)
German, imię świeckie Aleksander Adamowicz Weinberg (ur. 26 września?/8 października 1895 w Jelizawietgradzie, zm. 24 maja 1942 w Akmolińsku) – rosyjski biskup prawosławny.

## Życiorys
We wczesnym dzieciństwie stracił ojca, był wychowywany przez głęboko religijną matkę. W 1912 ukończył studia na wydziale fizyczno-matematycznym uniwersytetu w Petersburgu, zaś cztery lata później także Petersburską Akademię Duchowną. Jako jej student, 24 listopada 1913, złożył wieczyste śluby mnisze, następnie został wyświęcony na hierodiakona. 30 grudnia 1914 przyjął święcenia kapłańskie. W latach 1916–1917 wykładał w szkole pastoralnej w Żytomierzu.
1 listopada 1926 miała miejsce jego chirotonia na biskupa masalskiego, wikariusza eparchii kałuskiej i borowskiej. Od 1929, zachowując dotychczasowe obowiązki, posługiwał się tytułem biskupa bugulemskiego. W kwietniu 1930 objął jako ordynariusz katedrę ałmacką. Zwalczał na terenie Kazachstanu ruch Żywej Cerkwi, udzielał również pomocy zesłańcom, w czym pomagali mu sami zesłani biskupi Prokop (Titow) i Ambroży (Polanski).
10 grudnia 1932 został aresztowany w Ałma-Acie, w cerkwi św. Mikołaja, w której służył, razem z archimandrytą Teogenem (Kozyriewem) i całym duchowieństwem parafialnym: księżmi Aleksandrem Skalskim, Stiefanem Ponomariowem i Filippem Grigoriewem. W roku następnym został uznany przez trojkę NKWD za winnego organizacji i kierownictwa "kontrrewolucyjnej organizacji cerkiewnej" i skazany na osiem lat łagru. Skierowany do obozu we wsi Dolinka (obwód karagandyjski), w 1937 został uznany za niezdolnego do pracy fizycznej. Mimo tego w roku następnym został ponownie postawiony przed sądem i skazany na dziesięć lat obozu za krytykę państwa radzieckiego i jego przywódców. Zmarł w 1942 na atak serca, w obozie.